# Gerald Case
Gerald Case (1905 – 22 de maio de 1985) foi um ator britânico da era do cinema mudo.

## Filmografia selecionada
- Museum Mystery (1937)
- The Lion Has Wings (1939)
- In Which We Serve (1942)
- Jean's Plan (1946)
- Night Boat to Dublin (1946)
- Assassin for Hire (1951)
- Hunted (1952)
- The Fake (1953)
- Horrors of the Black Museum (1959)
- Bomb in the High Street (1961)
- Vampyres (1974)
- The Elephant Man (1980)